# Refabrykacja
Refabrykacja – działanie polegające na przywróceniu właściwości użytkowych częściom używanym, aby wyglądały one jak nowe. 
Może ona mieć charakter obróbki kompleksowej, w wyniku której przywraca się częściom wymagany kształt, wymiary, parametry i właściwości niezbędne do dalszej pracy. To odnowa jakiegoś przedmiotu w celu dalszego użytkowania. Najczęściej spotykanym przykładem refabrykacji są tonery  drukarkowe oraz telefony komórkowe.